# Thinodytes santerna
Thinodytes santerna är en stekelart som beskrevs av Heydon 1995. Thinodytes santerna ingår i släktet Thinodytes och familjen puppglanssteklar. Inga underarter finns listade i Catalogue of Life.